# Bolesław Leszczyński

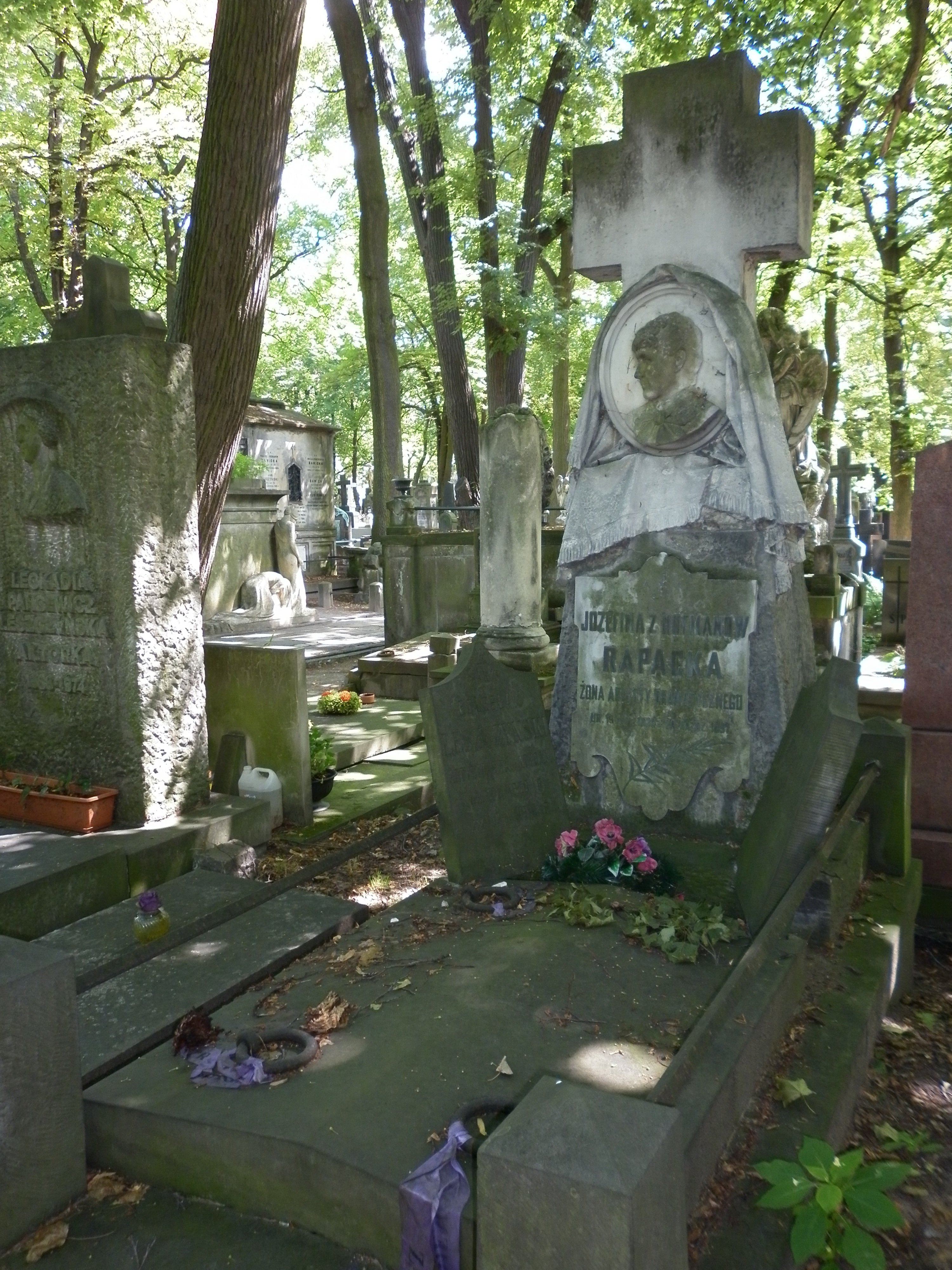
Grób Bolesława Leszczyńskiego i Wincentego Rapackiego na cmentarzu Stare Powązki

Bolesław Leszczyński (ur. 14 sierpnia 1837 Tiemnoleskoje na Kaukazie, zm. 12 czerwca 1918 w Warszawie) – polski aktor teatralny. Jeden z najwybitniejszych polskich tragików.
Urodził się na zesłaniu. Był synem Hipolita Leszczyńskiego, majora wojsk polskich i aktorki Anny Leszczyńskiej oraz bratem aktorki Wandy Leszczyńskiej. Jego ojca za udział w powstaniu listopadowym ukarano zsyłką. W roku 1857 wstąpił do Szkoły Dramatycznej. Zadebiutował w 1860 roku w Płocku. Występował w wielu teatrach i w wielu miastach Polski oraz na scenach Petersburga, Odessy i Pragi.
Jego żonami były: Anna Leszczyńska (z Pacewiczów), Józefa Leszczyńska, Honorata Leszczyńska. Z trzecią żoną Honoratą miał syna Jerzego Leszczyńskiego, aktora. 
Został pochowany w grobie rodzinnym na cmentarzu Stare Powązki w Warszawie, kwatera A-6-5.

## Słynne kreacje teatralne (wybór)

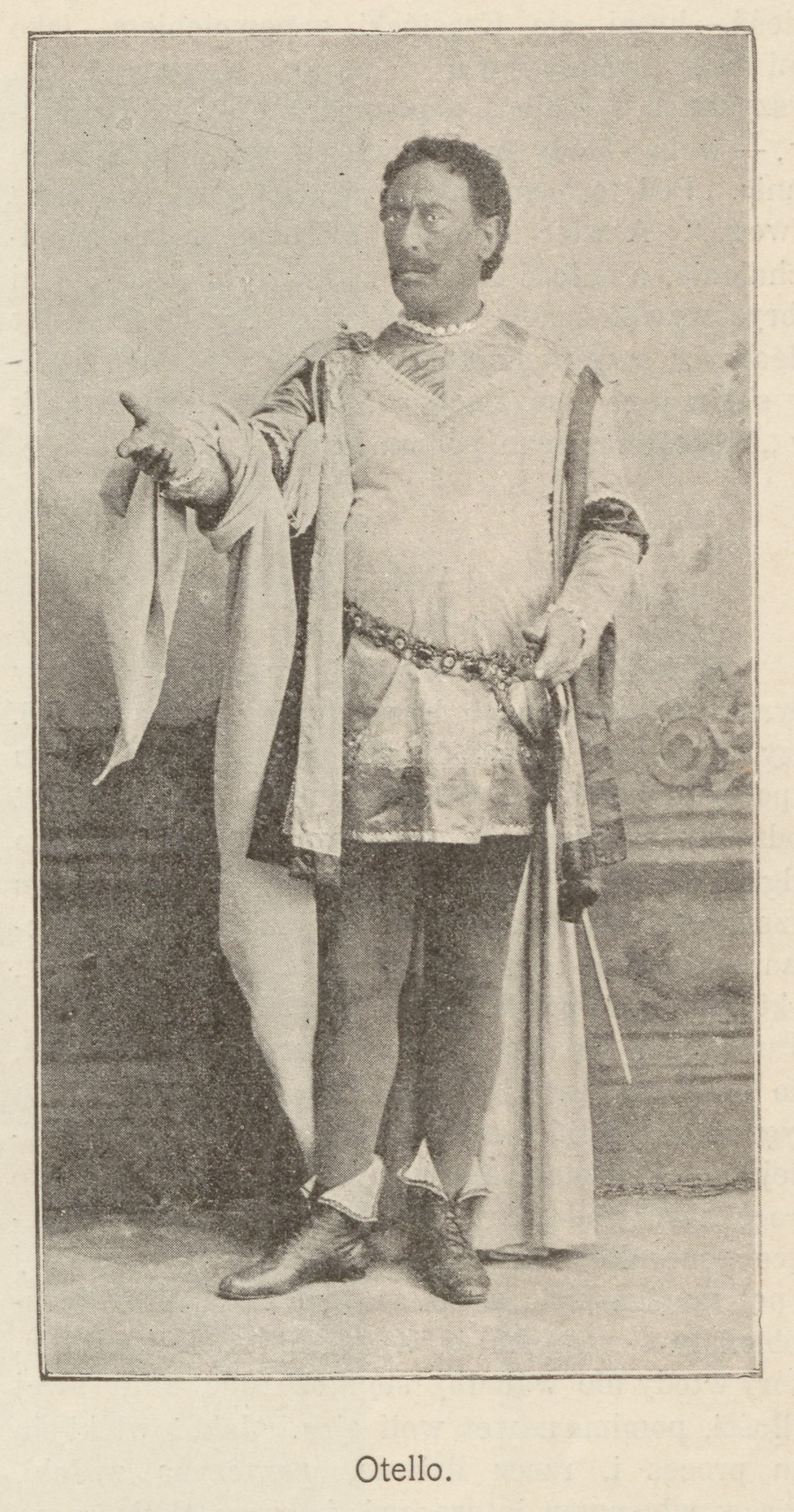
Otello
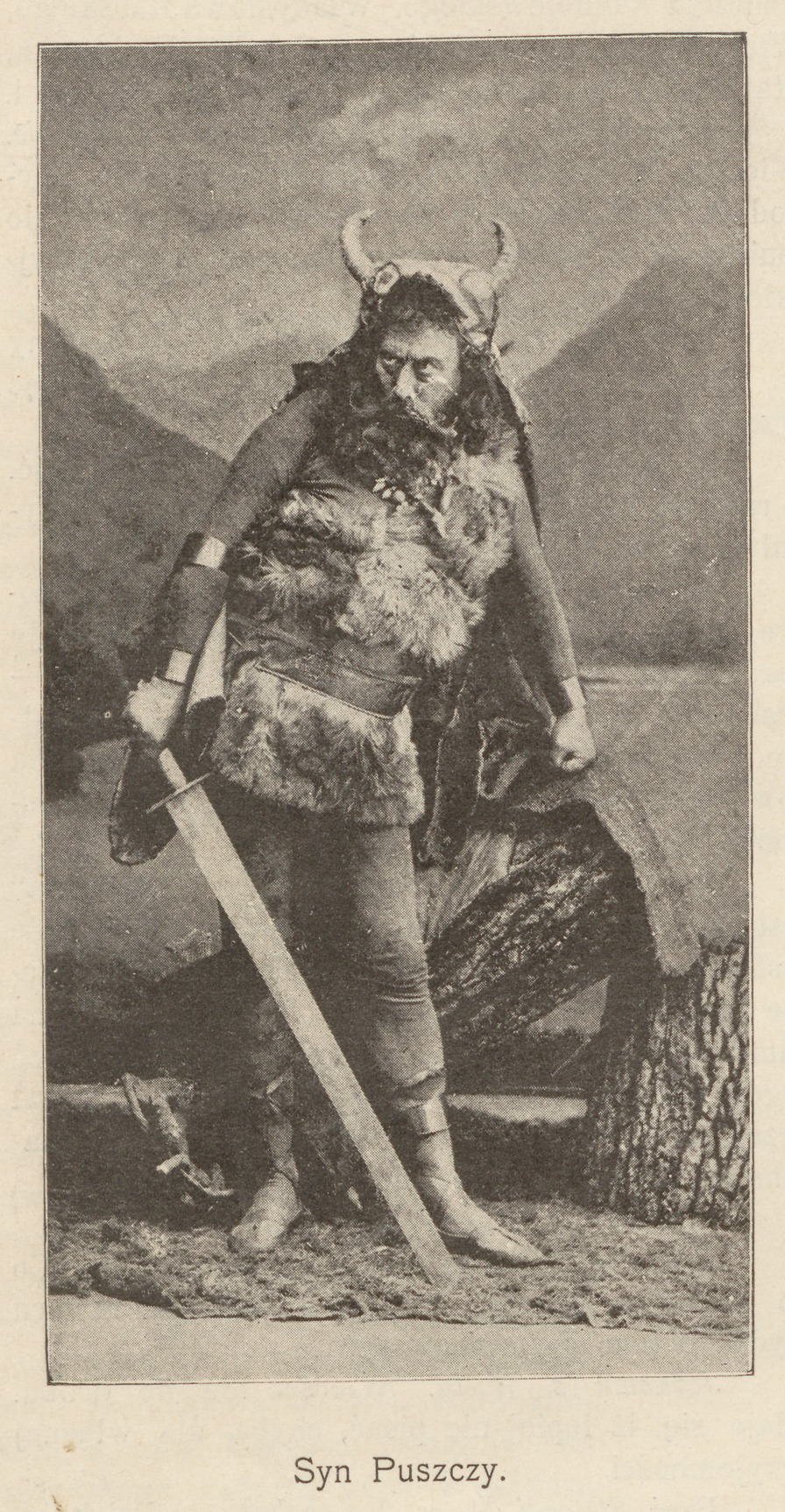
Syn Puszczy

- Poskromienie złośnicy
- Król Lear
- Makbet
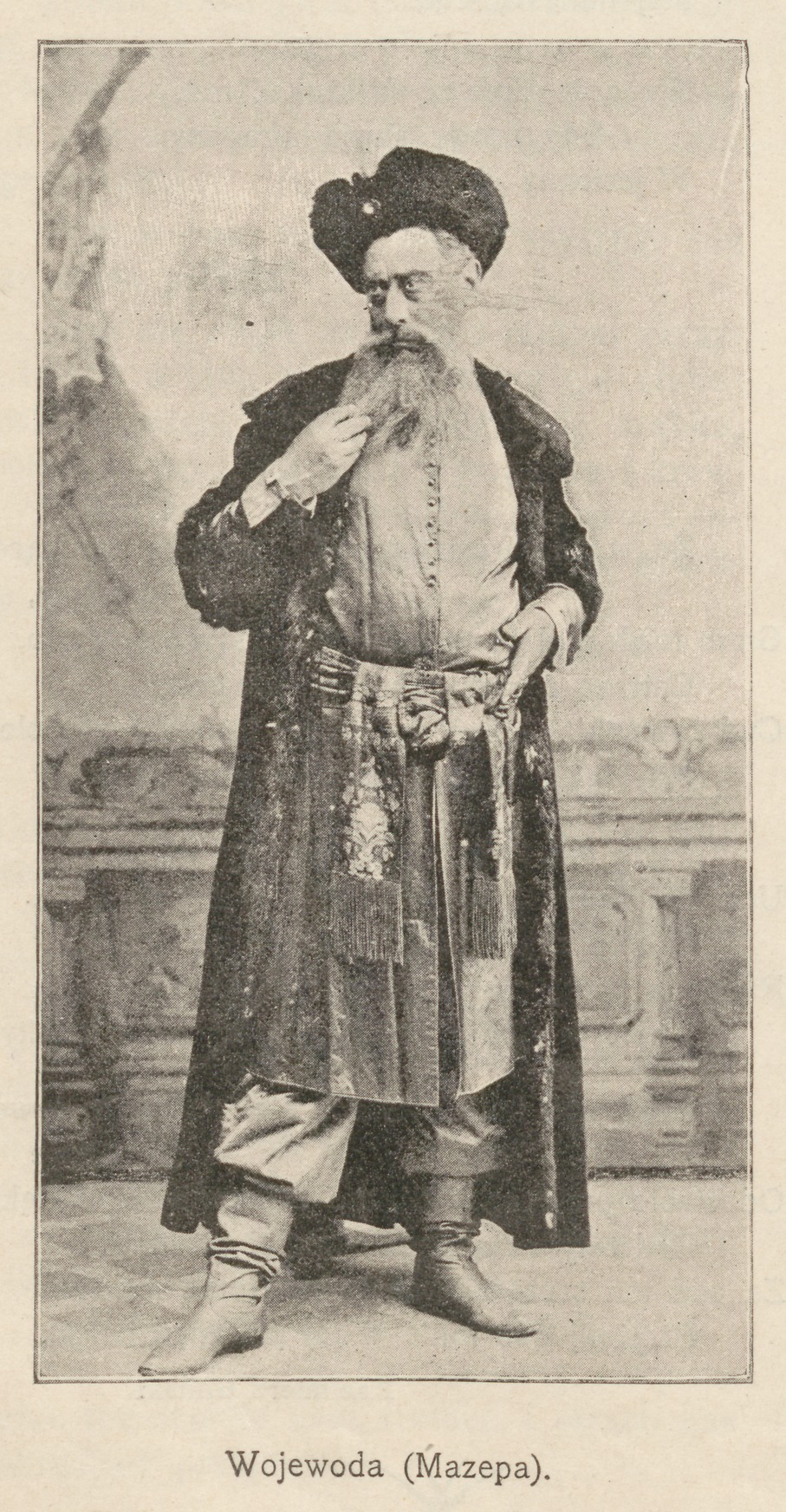
Mazepa
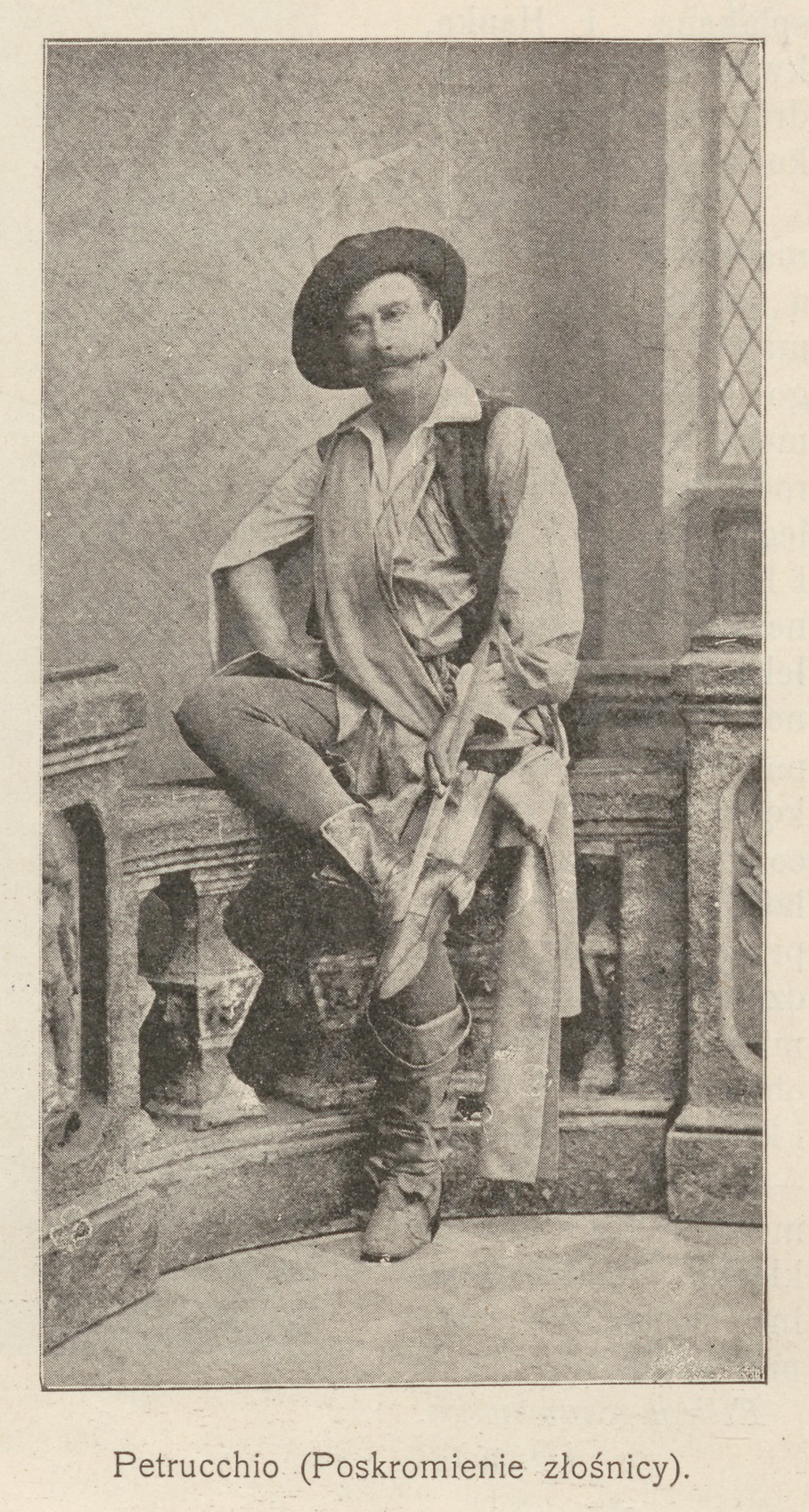
Petrucchio (Poskromienie złośnicy)
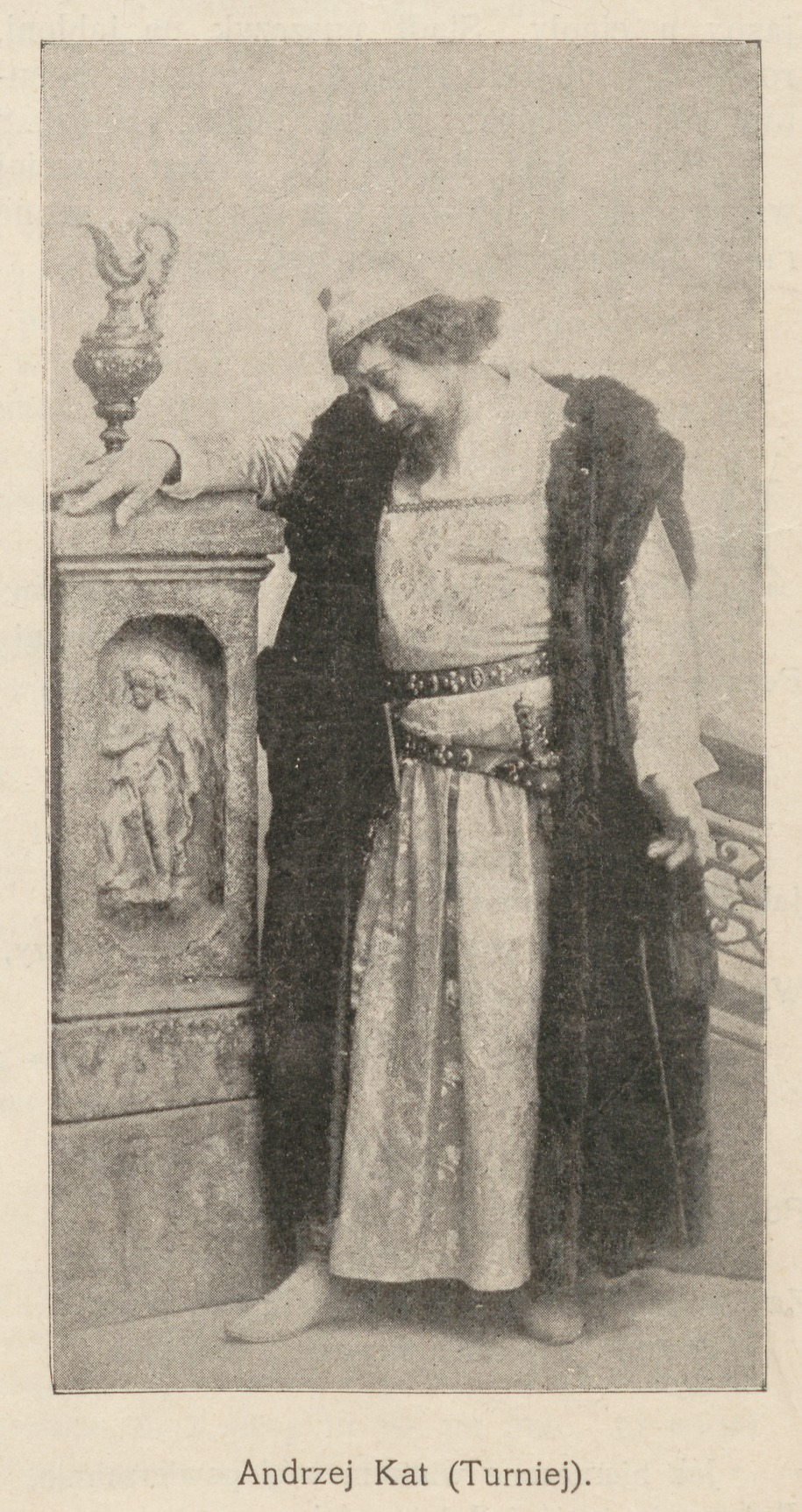
Andrzej Kat (Turniej)
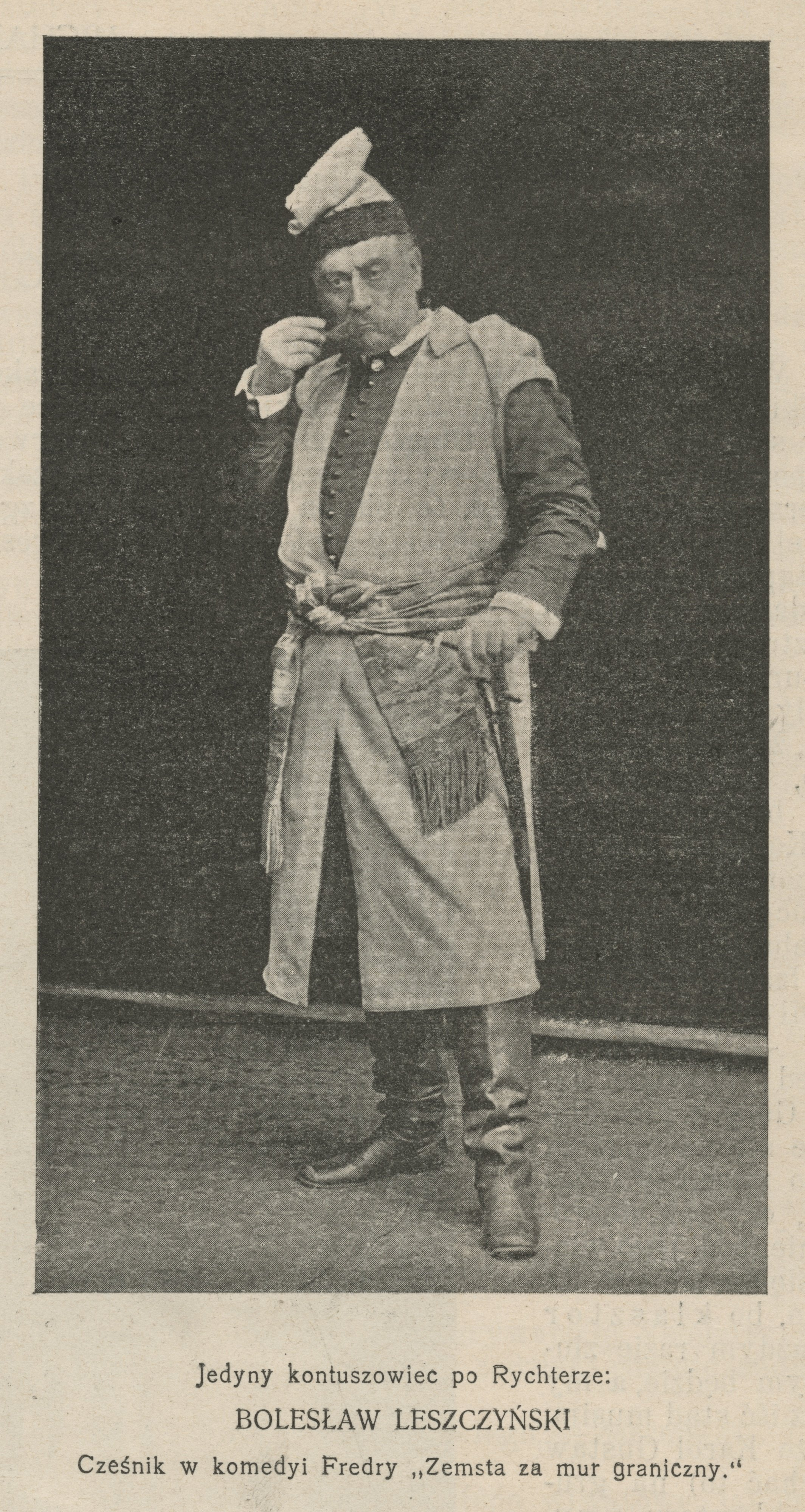
Cześnik w komedyi Fredry "Zemsta za mur graniczny"

- Złote runo
- Odsiecz Wiednia jako król Sobieski
- Wiele hałasu o nic
- Zaczarowane koło  -  Otello 
  -  Syn Puszczy 
  -  Wojewoda (Mazepa) 
  -  Petrucchio (Poskromienie złośnicy) 
  -  Andrzej Kat (Turniej) 
  -  Cześnik w komedyi Fredry "Zemsta za mur graniczny"

## Filmografia
- 1915 – Zaczarowane koło
- 1912 – Wojewoda